# Strong Female Protagonist
Strong Female Protagonist és un webcòmic de superherois escrit per Brennan Lee Mulligan i dibuixat per Molly Ostertag, publicat en línia des del 2012. És en pausa des del 2018.
Strong Female Protagonist va començar a ser publicat a Internet el 2012. El còmic es va recopilar en un llibre publicat per Top Shelf Productions el novembre de 2014, després que una campanya de Kickstarter destinada a recaptar 8.000 dòlars n'aconseguís més de 60.000. L'abril de 2017 es va fer una altra campanya de Kickstarter per a un segon llibre, aquesta vegada recaptant més de 70.000 dòlars. El 2018, el còmic es va interrompre, en part perquè els dos creadors tenien altres treballs. A principis del 2022, la història continua incompleta, després d'haver passat una pausa a mig camí del número 8.

## Premissa
Strong Female Protagonist conta les aventures d'Alison Green, una exsuperheroïna amb força sobrehumana que va deixar la seva identitat d'adolescent, «Mega Girl». Ara té 21 anys, és una estudiant universitària que treballa per la justícia i participa en protestes i voluntariat. La seva celebritat fa que sigui difícil apropar-se als companys de classe, mentre que altres superherois tendeixen a tractar-la malament i el seu passat de superheroïna continua afectant la seva vida.
Strong Female Protagonist es descriu com «les aventures d'una jove nord-americana de classe mitjana amb súperforça, invencibilitat i un sentiment paralitzant d'injustícia social».

## Recepció

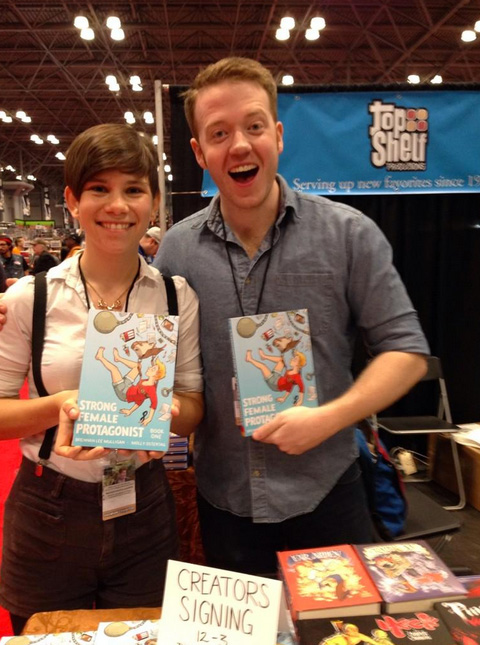
Molly Ostertag i Brennan Lee Mulligan amb l'edició en paper dStrong Female Protagonist (2015)

Io9 va nomenar Strong Female Protagonist un dels «millors webcomics nous i curts del 2012». En una ressenya, l'escriptora d'Io9 Lauren Davis va dir que el còmic «examina els papers dels superhumans en un món que pateix perills més mundans: injustícia social, intromissió del govern en els drets reproductius, incendis no provocats per supervillans» i que fa «preguntes intrigants» sobre la relació entre els superherois i els problemes del món real». Davis també va dir que «l'art d'Ostertag, que millora immensament cap al final del primer número, retrata amb facilitat un món tan normal que és realment espectacular quan algú mostra fins i tot el més petit dels superpoders».
En una ressenya per a ComicsAlliance, Chris Sims també va elogiar la comèdia, els personatges i les baralles del còmic, escriu que «la idea d'algú amb superpoders que es qüestioni si fa una diferència real o simplement empitjora les coses llançant dolents pels edificis» no és nova en el gènere, però «Strong Female Protagonist fa una ullada a tot això sense que mai sembli que fa un tret cínic als superherois». Sims va considerar que Mulligan i Ostertag presenten Green com «immediatament agradable. Es llegeix com una persona plenament formada des del principi», mentre que els seus excompanys no van ser demonitzats «per no dedicar-se a resoldre 'problemes reals'», sinó que varien des de gent decent fins a idiotes. Sims, com Davis, troba que l'art d'Ostertag millora amb l'avenç de l'obra, dient: «No comença malament per cap tram de la imaginació: les cares expressives hi són des de la primera pàgina, però veient com les línies s'atenuen i les escenes d'acció es tornen més fluides i dinàmiques a mesura que el còmic continua és molt net».